# Tadeuz Sawicz
Tadeusz W. Sawicz (13 februari 1914, Warschau, Polen - 19 oktober 2006, Toronto) was een Pools piloot, actief voor de Poolse, Franse en Britse luchtmacht in de Tweede Wereldoorlog. Hij was onder meer actief in de Slag om Engeland. Gedurende en na de oorlog trad hij op als commandant van meerdere eenheden, zoals de "No 315 Squadron" en de "133rd Fighter Wing".
Voor zijn diensten tijdens de Tweede Wereldoorlog werd hij onderscheiden met de Distinguished Flying Cross (VK) (bekendgemaakt 20 oktober 1943), Virtuti Militari 5e Klasse (bekendgemaakt 12 mei 1943), Kruis voor Dapperheid met 3 sterren (bekendgemaakt 1945), Air Medal (bekendgemaakt 1944) en de Distinguished Flying Cross (VS) (bekendgemaakt juli 1943). Sawicz ontving ook het Vliegerkruis.